# NGC 4936
NGC 4936 est une vaste galaxie elliptique située dans la constellation du Centaure. Sa vitesse par rapport au fond diffus cosmologique est de 3 420 ± 23 km/s, ce qui correspond à une distance de Hubble de 50,4 ± 3,6 Mpc (∼164 millions d'al). NGC 4936 a été découverte par l'astronome britannique John Herschel en 1834.

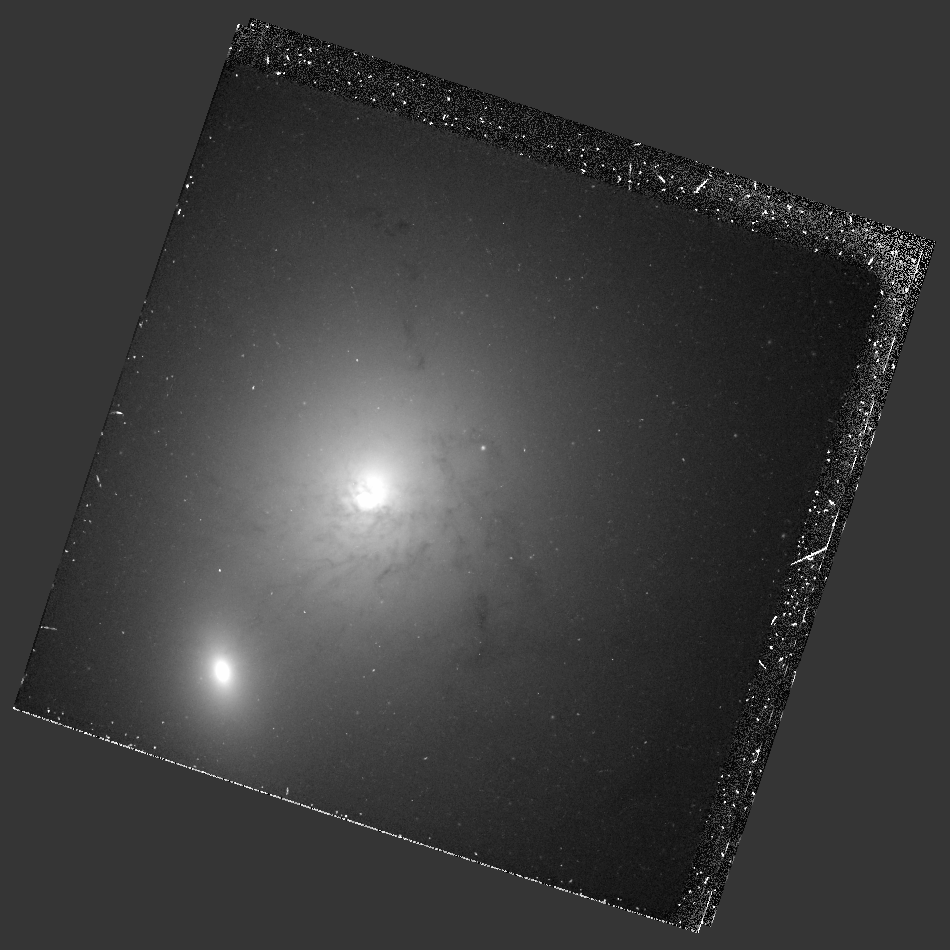
NGC 4936 par le télescope spatial Hubble.

Selon la base de données Simbad, NGC 4936 est une galaxie LINER, c'est-à-dire une galaxie dont le noyau présente un spectre d'émission caractérisé par de larges raies d'atomes faiblement ionisés.
À ce jour, neuf mesures non basées sur le décalage vers le rouge (redshift) donnent une distance de 35,000 ± 13,124 Mpc (∼114 millions d'al), ce qui est à l'intérieur des valeurs de la distance de Hubble. Notons cependant que c'est avec la valeur moyenne des mesures indépendantes, lorsqu'elles existent, que la base de données NASA/IPAC calcule le diamètre d'une galaxie et qu'en conséquence le diamètre de NGC 4936 pourrait être d'environ 97,3 kpc (∼317 000 al) si on utilisait la distance de Hubble pour le calculer.

## Groupe de NGC 4936

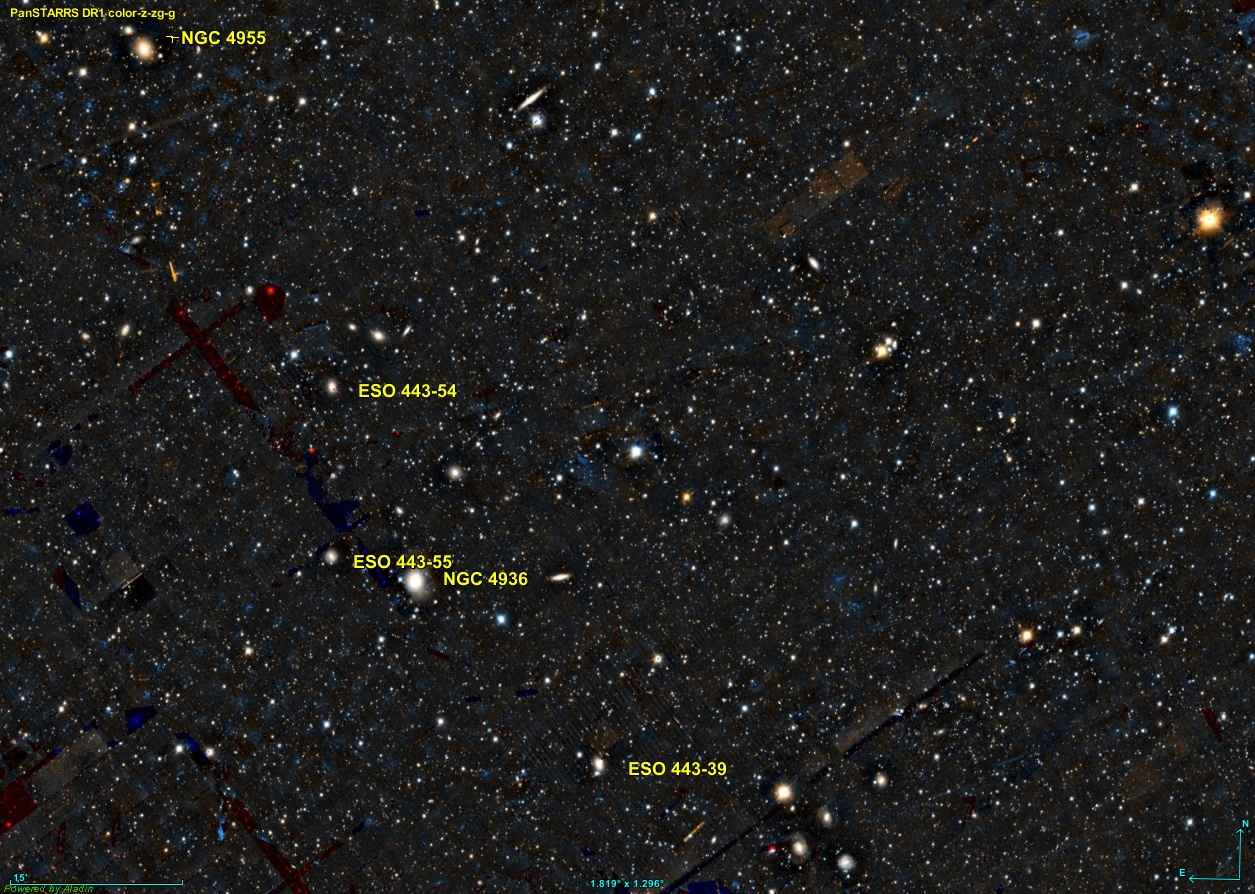
Quatre des sept galaxies du groupe de NGC 4936.

Selon A. M. Garcia, NGC 4936 fait partie d'un groupe de galaxies qui porte son nom. Le groupe de NGC 4936 compte au moins sept membres. Les six autres galaxies du groupe sont NGC 4955, ESO 443-39, ESO 443-54, ESO 443-55, ESO 443-59 et ESO 443-66.